# Arcella
Genre
Arcella est un genre de protistes appartenant à l'embranchement des amibozoïdes.

## Taxonomie
- Arcella arenaria (Greeff, 1866)
  - Arcella arenaria sphagnicola Deflandre, 1928[1]
- Arcella artocrea aplanata Grospietsch, 1954[1]
- Arcella catinus Penard, 1890
- Arcella conica (Playfair, 1917)
- Arcella dentata (Ehrenberg)
- Arcella discoides (Ehrenberg, 1871)
  - Arcella discoides pseudovulgaris Deflandre, 1928
  - Arcella discoides scutelliformis Playfair, 1918
- Arcella gibbosa Penard, 1890
- Arcella hemisphaerica (Perty), 1852
  - Arcella hemisphaerica gibba Deflandre, 1928
  - Arcella hemisphaerica intermedia Deflandre, 1928
  - Arcella hemisphaerica undulata Deflandre, 1928
- Arcella megastoma Penard, 1902
- Arcella polypora Penard, 1890
- Arcella rotundata Playfair, 1918
  - Arcella rotundata aplanata Deflandre, 1928
- Arcella tuberosus Decloitre, 1954
- Arcella vulgaris Ehrenberg, 1832
  - Arcella vulgaris undulata Deflandre, 1928